# Ceratina chalybea
Ceratina chalybea là một loài Hymenoptera trong họ Apidae. Loài này được Chevrier mô tả khoa học năm 1872.